# 洗桂奇
洗桂奇（1509年—？），或作冼桂奇，字奕倩，號少汾，一號秋白，廣東廣州府南海縣人，民籍，明朝政治人物。

## 生平
嘉靖十年（1531年）辛卯科廣東鄉試第二十八名舉人。嘉靖十四年（1535年）中式乙未科會試第一百五十七名，登第三甲第二百二十六名進士。授工部主事，与輔臣夏言语不合，为其所忌，吏部郎缺，霍韜拟补桂奇，力辞，乃求改南京刑部，迎母就养，尋上疏请告归乡。之後随从湛若水南歸，游历匡庐、白鹿之胜景，复入闽探武夷九曲之幽，越过岭南，奉母卜筑罗浮，草履素服，無異野人。著有《问疑续录》。

## 家族
曾祖洗賢；祖父洗昱；父洗灌，母陳氏。慈侍下。